# لوتاک، آلاسکا
لوتاک (به انگلیسی: Lutak) شهرکی در بخش هینز، آلاسکا ایالت آلاسکا است که جمعیت آن در سرشماری سال ۲۰۰۰ میلادی ۳۹ نفر بوده‌است.